# Comuna Desești, Maramureș
Desești (în maghiară: Desze) este o comună în județul Maramureș, Transilvania, România, formată din satele Desești (reședința), Hărnicești și Mara.

## Demografie
Componența etnică a comunei Desești
     Români (94,95%)
     Alte etnii (0,5%)
     Necunoscută (4,54%)
Componența confesională a comunei Desești
     Ortodocși (86,05%)
     Greco-catolici (5,23%)
     Penticostali (1,01%)
     Alte religii (2,66%)
     Necunoscută (5,05%)
Conform recensământului efectuat în 2021, populația comunei Desești se ridică la 2.179 de locuitori, în scădere față de recensământul anterior din 2011, când fuseseră înregistrați 2.341 de locuitori. Majoritatea locuitorilor sunt români (94,95%), iar pentru 4,54% nu se cunoaște apartenența etnică. Din punct de vedere confesional, majoritatea locuitorilor sunt ortodocși (86,05%), cu minorități de greco-catolici (5,23%) și penticostali (1,01%), iar pentru 5,05% nu se cunoaște apartenența confesională.

## Politică și administrație
Comuna Desești este administrată de un primar și un consiliu local compus din 11 consilieri. Primarul, Gheorghe Bohotici[*], de la Partidul Național Liberal, este în funcție din 2004. Începând cu alegerile locale din 2024, consiliul local are următoarea componență pe partide politice:
|  | Partid                          | Consilieri | Componența Consiliului | Componența Consiliului | Componența Consiliului | Componența Consiliului |
|  | ------------------------------- | ---------- | ---------------------- | ---------------------- | ---------------------- | ---------------------- |
|  | Partidul Național Liberal       | 4          |                        |                        |                        |                        |
|  | Partidul Social Democrat        | 3          |                        |                        |                        |                        |
|  | Uniunea Salvați România         | 2          |                        |                        |                        |                        |
|  | Alianța pentru Unirea Românilor | 1          |                        |                        |                        |                        |
|  | Partidul Puterii Umaniste       | 1          |                        |                        |                        |                        |

## Atracții turistice
- Biserica de lemn din Desești, patrimoniu UNESCO
- Biserica de lemn din Hărnicești (monument istoric)
- Rezervația naturală Mlaștina Iezerul Mare (0,5 ha)
- Aria protejată Creasta Cocoșului (5o ha)
- Igniș - sit de importanță comunitară inclus în rețeaua europeană Natura 2000.

## Personalități născute aici
- Lucia Ileana Pop (n. 1977), jurnalistă, scriitoare.